# Conde de Sobral
Conde de Sobral é um título nobiliárquico criado por D. Maria II de Portugal, por Carta de 13 de Dezembro de 1844, em favor de Hermano José Braamcamp de Almeida Castelo Branco, antes 2.º Barão de Sobral e 1.º Visconde de Sobral.
Titulares
1. Hermano José Braamcamp de Almeida Castelo Branco, 2.º Barão, 1.º Visconde e 1.º Conde de Sobral;
2. Adelaide Braamcamp Sobral de Almeida Castelo Branco, 3.ª Baronesa, 2.ª Viscondessa e 2.ª Condessa de Sobral;
3. Hermano José Amalric Braamcamp Sobral de Melo Breyner, 3.º Conde de Sobral;
4. Luís José Aimable Braamcamp Sobral, 4.º Conde de Sobral.

Após a Implantação da República Portuguesa, e com o fim do sistema nobiliárquico, usaram o título: 
1. Hermano José Venceslau de Almeida Braamcamp Sobral, 5.º Conde de Sobral;
2. António de Almeida Braamcamp Sobral, 6.º Conde de Sobral;
3. Luís José Passanha Braamcamp Sobral, 7.º Conde de Sobral;
4. António de Macedo Santos Braamcamp Sobral, 8.º Conde de Sobral.